# Krasobruslařská brusle

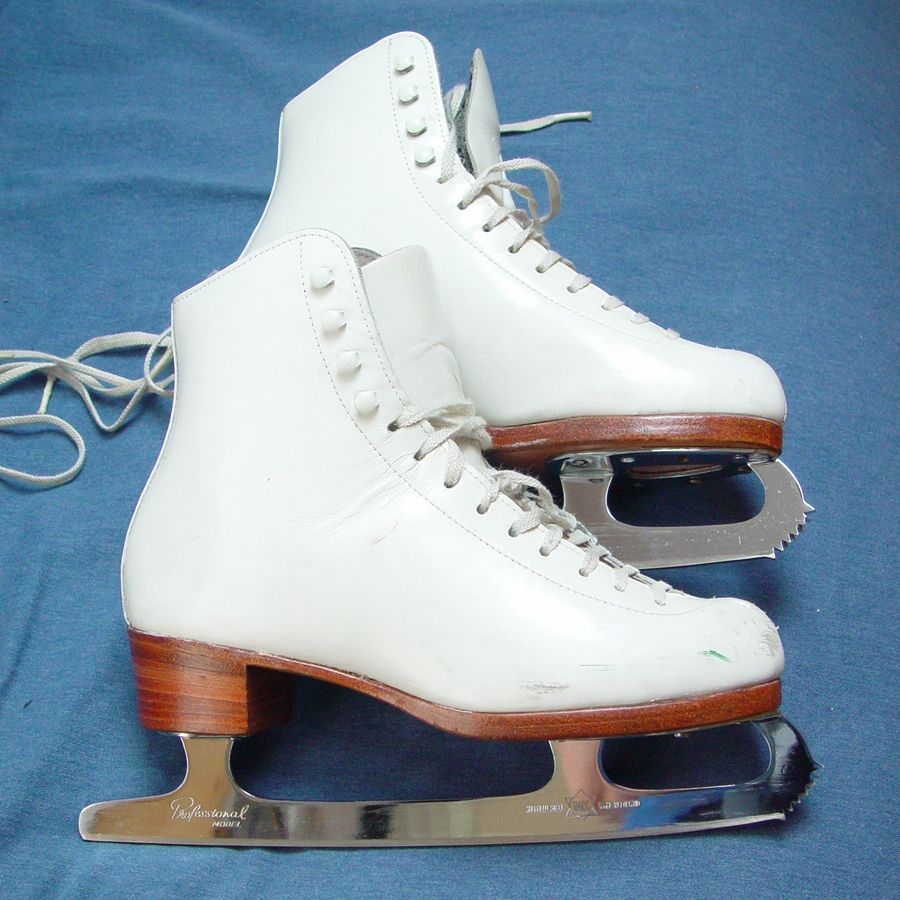
Krasobruslařské brusle

Krasobruslařská brusle, slangově nazývaná krasobrusle, je zvláštním typem brusle pro krasobruslení. Jako ostatní typy bruslí se skládá z boty a nože. Nůž není s botou integrovaný ale bývá připevněn šrouby. U bruslí pro výkonnostní a soutěžní krasobruslení se bota a nůž vybírají a zakupují samostatně. To umožňuje správně zvolit obě části brusle a navíc je možná výměna nože v případě poškození, opotřebení nebo přechodu na jiný typ nože. Montáž nebo výměnu nože zásadně provádí kvalifikovaný odborník.
Nůž pro krasobruslení má specifický tvar. Vpředu má zuby, které se používají při některých prvcích, jako jsou odpíchnuté skoky a piruety. Používání těchto zubů zavedl Ulrich Salchow. Nože se brousí tak, že mají dvě hrany (vnější a vnitřní), mezi kterými je žlábek. Nůž bývá méně zakřiven než nůž u hokejové brusle. Nože pro soutěže párů nebo družstev jsou kratší než nože pro soutěže jednotlivců kvůli zamezení kontaktu nožů mezi jednotlivými bruslaři.
Bota má výrazně vyšší patu než boty u jiných typů bruslí (týká se i mužských bot). Bota bývá zhotovena z kombinace přírodní kůže a speciálních umělých hmot. Bota musí na noze přesně sedět. Bota nesmí být ani volná (bruslař ztrácí stabilitu a jistotu v pohybu) ani nesmí tlačit. Přípustná je pouze mírná volnost v prstech. Vrcholoví krasobruslaři si nechávají zhotovovat boty přesně na míru. Bota je šněrovací. Při nazouvání se v oblasti prstů se šněrování utahuje jen zlehka, v oblasti nártu se utahuje více a výše se zas šněrování nechává volnější. Utažením v oblasti nártu se fixuje pata, což je nutné pro stabilitu a jistotu v pohybu. Mírnější stažení šněrování v ostatních částech nohy je zas nutné kvůli prokrvování. Určitá volnost v horní části boty je též nutná aby bylo možno provést některé krasobruslařské prvky.